# Mistrzostwa Rady Współpracy Zatoki Perskiej w Lekkoatletyce 2013
14. Mistrzostwa Rady Współpracy Zatoki Perskiej w Lekkoatletyce 2013 – zawody lekkoatletyczne dla zawodników z  Arabii Saudyjskiej, Bahrajnu, Kataru, Kuwejtu, Omanu i Zjednoczonych Emiratów Arabskich, które odbyły się w Dosze (Katar) między 8 i 10 kwietnia 2013. Startowali wyłącznie mężczyźni.

## Rezultaty
| Konkurencja:                  | 1. miejsce                   | Rezultat     |
| Bieg na 100 m                 | Samuel Francis               | 10,0h        |
| Bieg na 200 m                 | Fahad Mohamed Al-Subaie      | 20,96 PB     |
| Bieg na 400 m                 | Ismail Al-Sabani             | 46,1h        |
| Bieg na 800 m                 | Abdulrahman Musaeb Bala      | 1:48,18      |
| Bieg na 1500 m                | Mohamad Al-Garni             | 4:10,40      |
| Bieg na 5000 m                | Abdullah Abdulaziz Al-Joud   | 14:07,98     |
| Bieg na 110 m przez płotki    | Abdulaziz Al-Mandeel         | 13,5h        |
| Bieg na 400 m przez płotki    | Idris Abdelaziz Al-Housaoui  | 51,04        |
| Bieg na 3000 m z przeszkodami | Ali Ahmed Al-Amri            | 8:53,51      |
| Skok w dal                    | Ahmed Nezar Al-Sharfa        | 7,75         |
| Trójskok                      | Mohammed Abdullah Darwish    | 15,88        |
| Skok wzwyż                    | Mutaz Essa Barshim           | 2,25         |
| Skok o tyczce                 | Fahad Bader Al-Mershad       | 4,75         |
| Pchnięcie kulą                | Sultan Abdulmajeed Al-Hebshi | 19,26        |
| Rzut dyskiem                  | Ahmed Mohamed Dheeb          | 59,75        |
| Rzut młotem                   | Aszraf Amdżad as-Sajfi       | 76,37 NR AJR |
| Rzut oszczepem                | Abdullah Al-Ghamdi           | 68,61        |
| Sztafeta 4 x 100 m            | Oman                         | 40,00        |
| Sztafeta 4 x 400 m            | Oman                         | 3:07,79 NR   |